# 藤田かおる
藤田 かおる（ふじた かおる、1976年1月8日 - ）は、日本のお笑い芸人。
東京都出身。ニュースタッフプロダクション所属。

## 来歴・人物
以前は舞台女優として活動、ダンカン・グレート義太夫らが主宰する劇団「東京サギまがい」に団員として所属していた。
その後、2008年3月27日放送「とんねるずのみなさんのおかげでした・博士と助手〜細かすぎて伝わらないモノマネ選手権〜」（第12回）に一般参加として出場。同年内に、ニュースタッフエージェンシー所属となる。
芸は主に一人コントで、物真似を交えて演じることも多い。物真似レパートリーにはこれまでに演じたのは、鈴木聖美、ヒロシ&キーボー（バックコーラス）、シンディ・ローパー、奥居香、広瀬香美、ガチャピン、E.T.、カオナシ（千と千尋の神隠し）、ちびまる子ちゃんのクラスメイト達（ちびまる子ちゃん）、福原愛、寺島純子、など。
2009年のM-1グランプリは、同じ事務所所属のピン芸人・しげると「藤田かおる&しげる」を組んで出場。
2010年1月、元「ゴーギャン職人」の岩本浩幸（ピン芸人「ガンツ」）とコンビ「コアラファミリア」を結成。
2010年9月1日、「コアラファミリア」を解散。現在はピン芸人として活躍中。相方・岩本は元「ひがしく」の秋月啓志・森大志（もーりー）との「九州地区私立全寮制男子高校ズ（現・高校ズ）」や柿本太煕との「ごりあて」を経て、現在は「ツッコミおじさん」の名でピン芸人・お笑いエバンジェリストとして活動している。
父は92歳（2009年時点）であり、ミッドウェー海戦に出撃したことのある元海軍中尉でもあった（2010年4月他界）。

## 出演

### テレビ
- とんねるずのみなさんのおかげでした・博士と助手〜細かすぎて伝わらないモノマネ選手権〜（フジテレビ） - 2008年3月27日（第12回）、2008年9月25日（第13回）、2009年3月26日（第14回、この回からプロ芸人としての出場。この回はファイナリストとなり「単純に見たい!」に選ばれる）、2010年10月28日（第16回、この回では未公開スペシャルとして出場）
- 爆笑レッドシアター（フジテレビ） - 2009年7月15日、『ホワイトシアター』
- 笑撃!ワンフレーズ（TBS） - 2009年9月18日放送では、同じ事務所に所属する芸人・しげると共演。
- SUPER SURPRISE・ミリオンダイス（日本テレビ） - 2010年2月4日、『24時間以内にモノマネカラオケで100点出せたら100万円』原口あきまさ助っ人
- ものまねグランプリ～究極のネタ祭100連発～（日本テレビ） - 2010年3月15日、『アニメオールスターズ』として、トニーヒロタ・高円寺パルサーらと出演、アニメ『ちびまる子ちゃん』の、たまちゃん・みぎわさん・山田君・藤木君のものまねを披露
- ものまねグランプリ～ザ・トーナメント～（日本テレビ） - 2010年12月21日、『アニメオールスターズ』として、トニーヒロタ・高円寺パルサー・若井おさむらと出演、アニメ『ドラゴンボールZ』の孫悟空のものまねを披露
- 細かすぎて伝わらないものまね『紅白ものまね歌合戦』（フジテレビ） - 第1回（2010年12月23日）、『紅白混合戦』でゆうぞう・田島孝一（惑星プラネット）・柴田由美子（大阪ラジオアナウンサー）・Gたかし・博多華丸（博多華丸・大吉）と出演

### ライブ
- Drive Jr.
- ガールズガーデン（Studio twl）
- お笑いガールズコレクション
- Drive

他

### 雑誌
- FLASH（2010年12月29日号）